# Sven Lundberg (professor)
För andra betydelser, se Sven Lundberg.
Sven Gustaf Edvard Lundberg, född 13 februari 1900 i Halmstad, död 27 januari 1978 i Göteborg, var en svensk ingenjör. 
Lundberg, som var son till inspektör Gustaf Edvard Lundberg och Maria Andersson, utexaminerades från Chalmers tekniska institut 1923. Han var anställd vid Halmstads Nya Verkstads AB 1925–1926, ingenjör vid AB Götaverken 1926–1939 och lärare i motorkonstruktioner vid Chalmers tekniska institut 1935, lektor i maskinlära, maskinritning samt fysik och kemi vid navigationsskolan i Härnösand samt blev professor i mekanisk värmeteori och förbränningsmotorer vid Chalmers tekniska högskola 1941 (tillförordnad 1938), i förbränningsmotorteknik där från 1946. Han författade skrifter rörande vibrationsföreteelser, hållfasthetsberäkningar och materialbedömning. Lundberg är gravsatt på Harplinge kyrkogård.